# Conus worki
Conus worki е вид охлюв от семейство Conidae. Видът не е застрашен от изчезване.

## Разпространение и местообитание
Разпространен е в Бразилия (Алагоас, Баия, Еспирито Санто, Параиба, Пернамбуко, Рио Гранди до Норти, Рио де Жанейро и Сержипи).
Обитава пясъчните дъна на морета. Среща се на дълбочина от 45 до 55,5 m, при температура на водата от 26,1 до 26,5 °C и соленост 37,2 – 37,3 ‰.